# St-Étienne (Trèbes)

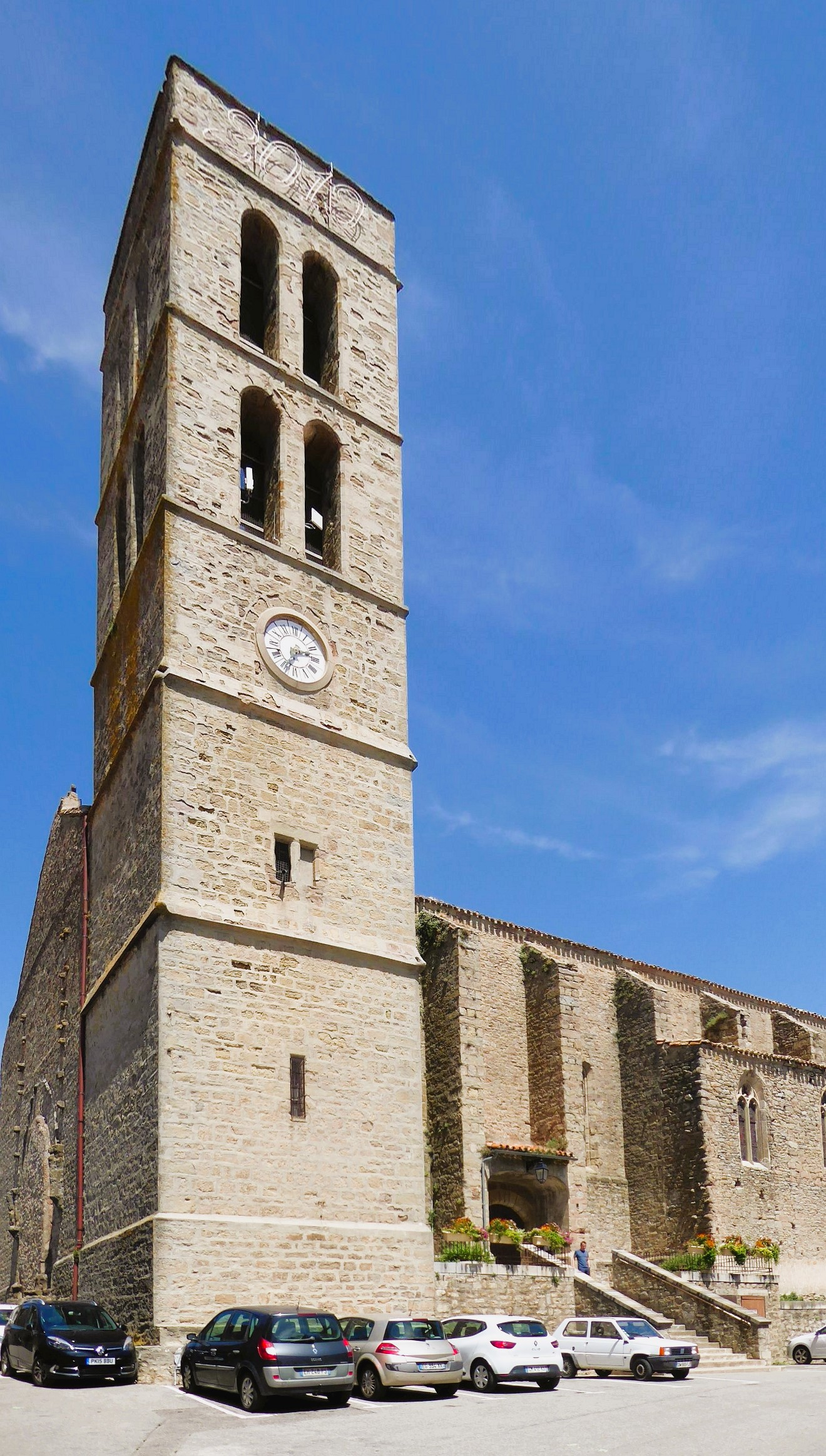
Kirche St-Étienne in Trèbes

St-Étienne ist eine römisch-katholische Pfarrkirche in Trèbes im  Département Aude in Frankreich. In der flachen Region östlich von Carcassonne ist der mächtige Turm der Kirche eine weithin sichtbare Landmarke. Die Kirche wurde 1974 als Monument historique eingestuft. 

## Geschichte
Die dem Patrozinium des heiligen Erzmärtyrers Stephanus unterstellte Kirche wurde zum ersten Mal im Jahr 1215 erwähnt. In einer päpstlichen Bulle wurde sie 1253 als Pfarrkirche bezeichnet. Die heutige Kirche geht auf Baumaßnahmen des 13. und 14. Jahrhunderts zurück. Das Gotteshaus umfasst ein Kirchenschiff von sieben Jochen. Den drei Jochen vor dem Chor sind zu beiden Seiten jeweils drei Seitenkapellen angefügt. Ohne Chorjoch schließt sich dem Langhaus unmittelbar ein fünfseitig geschlossener Chorraum an. 1515 wurde die sogenannte Despeyroux-Kapelle angefügt. Im Westen befand sich ursprünglich ein repräsentatives Portal mit Vorhalle. Diese wurde entfernt und das Portal zugemauert. Das Eingangsportal befindet sich heute auf der Südseite im dritten Langhausjoch. Der mächtige Kirchturm erhebt sich in der Südwestecke des Bauwerks.